# Karcsa
Karcsa este un sat în districtul Cigánd, județul Borsod-Abaúj-Zemplén, Ungaria, având o populație de 1.945 de locuitori (2011). 

## Demografie
Componența etnică a satului Karcsa
     Maghiari (90,52%)
     Romi (9,48%)
Componența confesională a satului Karcsa
     Reformați (49,05%)
     Romano-catolici (17,22%)
     Greco-catolici (7,61%)
     Fără religie (2,11%)
     Necunoscută (23,65%)
     Atei (0,36%)
     Alte religii (4,73%)
Conform recensământului din 2011, satul Karcsa avea 1.945 de locuitori. Din punct de vedere etnic, majoritatea locuitorilor (90,52%) erau maghiari, cu o minoritate de romi (9,48%). Nu există o religie majoritară, locuitorii fiind reformați (49,05%), romano-catolici (17,22%), greco-catolici (7,61%) și persoane fără religie (2,11%). Pentru 23,65% din locuitori nu este cunoscută apartenența confesională.